# Sztybel

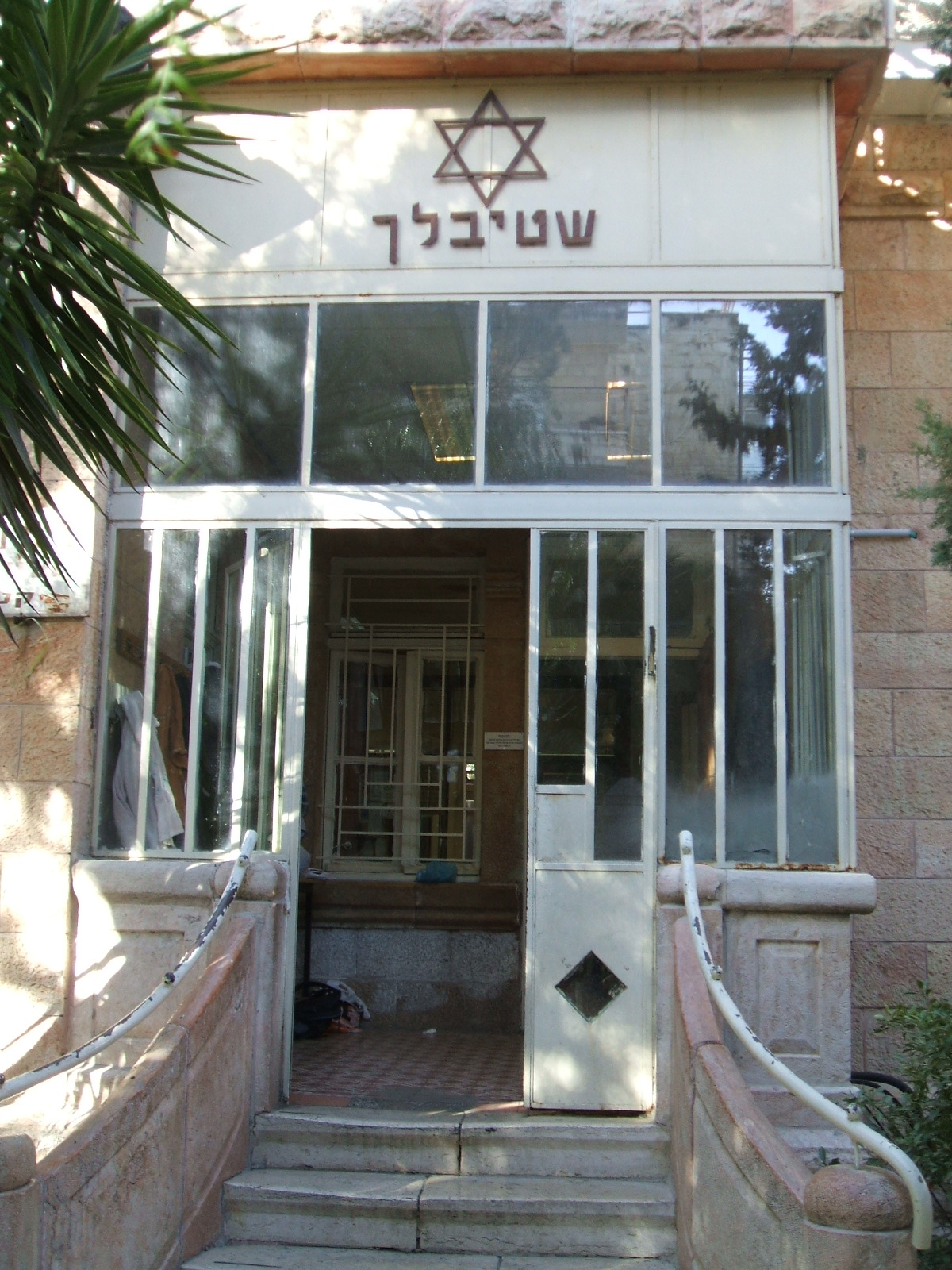
Sztybel w dzielnicy Gonen w Jerozolimie

Sztybel, sztibl, sztibł (jid. ‏שטיבל‎, dosł. „pokoik”, l.mn. ‏שטיבלעך‎ sztiblech; zdrobnienie od jid. ‏שטוב‎ sztub „pokój, izba”) – budynek lub jego część, będący małym domem modlitewnym chasydów, czasami tylko wynajęta izba; rodzaj prywatnej bóżniczki, a jednocześnie bet midraszu. Sztyble powstawały w opozycji do szulów – domów modlitwy misnagdów.
Sztyble miały bardzo skromny, surowy wystrój, znajdowały się tam w zasadzie wyłącznie stoły i ławy, niekiedy także półki, ale przede wszystkim wiele ksiąg religijnych. Oprócz modlitwy i studiów służyły one także do spotkań i posiłków.
Nazwa ta używana była na ziemiach polskich pod zaborem rosyjskim, z czasem jednak zaczęła się również pojawiać w Galicji.
Sztybel to także nazwa wydawnictwa założonego w 1917 r. w Moskwie przez Żyda Abrahama Josefa Sztybla.